# 勒布勒通
勒布勒通（法語：Le Brethon，法語發音：[lə bʁətɔ̃]）是法国阿列省的一个市镇，位于该省西北部，属于蒙吕松区。

## 地理
勒布勒通（46°34'15"N, 2°43'3"E）面积44.61 平方千米，位于法国奥弗涅-罗讷-阿尔卑斯大区阿列省，该省份为法国中部省份，北起涅夫勒省、西北接谢尔省，西南至克勒兹省，南至多姆山省，东南临卢瓦尔省，东临索恩-卢瓦尔省。
与勒布勒通接壤的市镇（或旧市镇、城区）包括：塞里伊、埃里松、圣博内特龙赛、圣卡普赖、瓦隆昂叙利、勒维延、莫讷-维特赖。

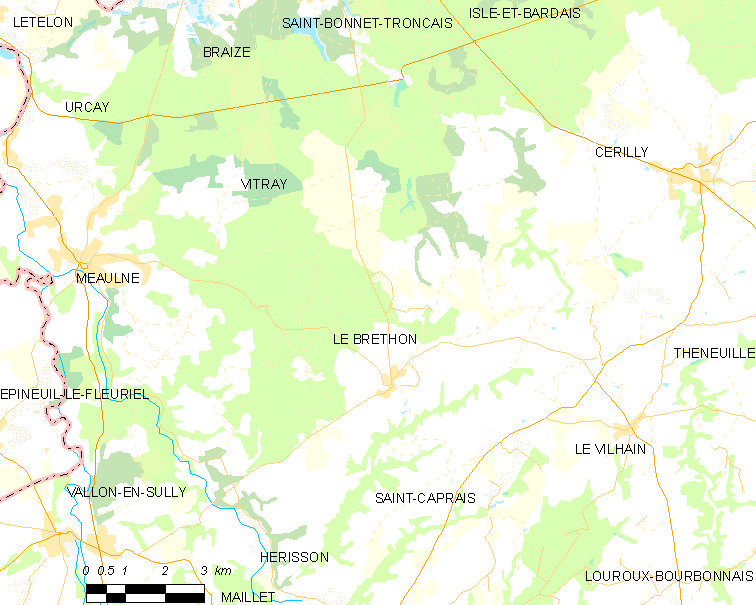
勒布勒通的OSM定位图

勒布勒通的时区为UTC+01:00、UTC+02:00（夏令时）。

## 行政
勒布勒通的邮政编码为03350，INSEE市镇编码为03041。

## 政治
勒布勒通所属的省级选区为于列勒县。

## 人口

1962-2008年间勒布勒通人口变化图示

勒布勒通于2022年1月1日时的人口数量为324人。